# San Isidro (Isabela)
San Isidro is een gemeente in de Filipijnse provincie Isabela in het noordoosten van het eiland Luzon. Bij de laatste census in 2007 had de gemeente ruim 21 duizend inwoners.

## Geografie

### Bestuurlijke indeling
San Isidro is onderverdeeld in de volgende 13 barangays:
| - Camarag - Cebu - Gomez - Gud - Nagbukel - Patanad - Quezon | - Ramos East - Ramos West - Rizal East - Rizal West - Victoria - Villaflor |

## Demografie
San Isidro had bij de census van 2007 een inwoneraantal van 21.387 mensen. Dit zijn 2.784 mensen (15,0%) meer dan bij de vorige census van 2000. De gemiddelde jaarlijkse groei komt daarmee uit op 1,94%, hetgeen lager is dan het landelijk jaarlijks gemiddelde over deze periode (2,04%). Vergeleken met de census van 1995 is het aantal mensen met 5.344 (33,3%) toegenomen.

De bevolkingsdichtheid van San Isidro was ten tijde van de laatste census, met 21.387 inwoners op 71,9 km², 297,5 mensen per km².